# Byssocallis phoebes
Byssocallis phoebes är en svampart som beskrevs av Syd. 1927. Byssocallis phoebes ingår i släktet Byssocallis och familjen Tubeufiaceae.   Inga underarter finns listade i Catalogue of Life.